# Mariano Ignacio Prado

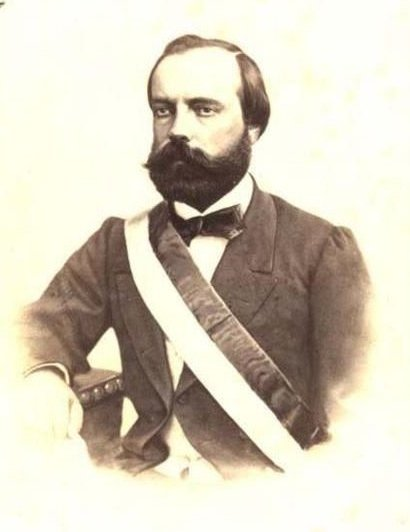
Mariano Ignacio Prado.

Mariano Ignacio Prado, född 1826 i Huanuco, död 1901 i Paris, var president i Peru.
Prado deltog 1854 i general Castillas resning, måste därpå gå i landsflykt till Chile, men återkom efter Castillas seger 1855 och blev prefekt i Arequipa. Prado stod 1865 i spetsen för upproret mot presidenten Pezet, blev i november s.å. diktator, ingick därpå förbund med Chile och vann stort rykte genom sitt försvar av Callao (2 maj 1866) mot en spansk eskaders angrepp. Prado valdes 1867 i laga ordning till president, men fördrevs redan i januari 1868 av general José Balta till Chile, återvände under dennes efterträdare Pardo till hemlandet och valdes 1876 ånyo till president. Under hans presidentskap invecklades Peru i de olyckliga Stillahavskrigen varunder hans son Leoncio Prado Gutiérrez avrättades av den chilenska armén. Chilenernas framgångar förmådde Prado att undan den växande oppositionen i Peru fly ur landet (i december 1879), och sin ålderdom tillbragte han i Paris. Hans son Manuel Prado Ugarteche valdes två gånger till president.